# Big Timber (Montana)
Big Timber város az USA Montana államában, Sweet Grass megyében, melynek megyeszékhelye is. Lakosainak száma 1650 fő (2020. április 1.).

## Népesség
A település népességének változása:

| 2010 | 1 641 |
| 2020 | 1 650 |